# Sadowie (powiat zawierciański)
Sadowie – wieś w Polsce położona w województwie śląskim, w powiecie zawierciańskim, w gminie Irządze.
W latach 1975–1998 miejscowość należała administracyjnie do województwa częstochowskiego.
Wieś liczy około 100 domów.

## Nazwa
Nazwę miejscowości w zlatynizowanej staropolskiej formie Sadowye wymienia w latach (1470–1480) Jan Długosz w księdze Liber beneficiorum dioecesis Cracoviensis. Jako właściciela Długosz wymienia Pawła Sadowskiego.